# Nicola Canzian
Nicola Canzian (Conegliano, 1991. június 29. –) olasz labdarúgó, jelenleg a Budapest Honvéd játékosa, hátvéd.

## Pályafutása
2012-ben igazolt a Budapest Honvéd csapatához az Atalantától. Addig csak alsóbb osztályú olasz csapatokban fordult meg. Játszott többek között a Serie B-ben szereplő Modena csapatában is. A Honvédnál a 2012-13-as idényt a második számú csapatnál töltötte, de a 2013-14-es idényt már az első csapatnál kezdte meg.